# ЗМЗ-406
ЗМЗ-406 — линейка рядных 4-цилиндровых 16-клапанных бензиновых автомобильных двигателей внутреннего сгорания производства ОАО «Заволжский моторный завод». Является заменой морально устаревшего на тот момент двигателя модели ЗМЗ-402. При этом конструктивно представляет собой совершенно новый двигатель, не имеющий ничего общего с предшественником. Является первым российским инжекторным шестнадцатиклапанным двигателем. Данное семейство двигателей широко применялось на автомобилях Горьковского автозавода: «Волга» 3102, 3110, (31105), «Соболь» и «ГАЗель».

## История
Двигатель ЗМЗ-406 с четырьмя цилиндрами диаметром 92 мм, как на ЗМЗ-402, и двумя парами клапанов на каждый, приводимыми двумя верхними распредвалами, первоначально проектировался в конце 1980-х гг. для установки в перспективные модели: ГАЗ-3103, УАЗ-3160/3162, 3165, ГАЗ-3302 («Газель») и РАФ-М1 «Роксана». Опытная сборка первых ЗМЗ-406.10 началась ещё в 1989 году, а тремя годами позже на Заволжском моторном заводе был открыт цех малых серий, в котором было организовано опытно-промышленное производство двигателей нового семейства. Мысль, свербившая мозг многих эксплуатационников с 1970 года — «почему нельзя сделать большой „жигулевский“ мотор для „Волги“ и РАФика?» — получила своё воплощение в чугуне и алюминии (хотя при детальном рассмотрении общего между ними ничего нет, ЗМЗ-406, скорее, просто схож с любым хорошим бензиновым двигателем того времени).
Он стал первым в России электронно-управляемым впрысковым (инжекторным) двигателем такого класса, да ещё и с 16-клапанной двухвальной головкой. 
Ранний двигатель имел мощность 150 л.с., из-за чего владельцы платили большой транспортный налог, однако с начала 2000 года изменилась методика измерения - стали учитывать потери мощности на вспомогательных агрегатах, как будто бы этот двигатель стоит на автомобиле, а не на лабораторном стенде. По такой методике измерений мощность составила 130 или 131 л.с.

## Описание
Вопреки ожиданиям мотор сохранил традиционную ремонтопригодность двигателей ЗМЗ. Коленвал шлифуется в три размера через 0,25 мм, блок цилиндров можно растачивать дважды с увеличением на 0,5 миллиметра. Чугунный блок не столь чувствителен к контрафактному антифризу, как алюминиевый у ЗМЗ-402, а отсутствие гильз только прибавило жёсткости и устранило возможные утечки охлаждающей жидкости. Специалистам ЗМЗ удалось в начале 90-х удачно спрогнозировать развитие тенденций с ремонтом двигателей, сложившихся спустя многие годы: в 2010—2020 годах моторы ЗМЗ-406 с расточенным в последний размер блоком цилиндров сохраняются работоспособными на полностью изношенных «Газелях» с разрушенным коррозией кузовом, зачастую, позволяя им своим ходом добраться до места утилизации.
Поскольку завод ЗМЗ не имеет литья чугуна, только литьё алюминия под высоким давлением, производство чугунного блока цилиндров двигателя 406, производилось на заводе ГАЗ, откуда на ЗМЗ поставлялся готовый блок на сборку. Позже при развитии конструкции мотора до модели 409, литьё блока цилиндров передано на КАМАЗ, так же производятся закупки готового блока из КНР. 
Двигатель изначально создавался под современные системы питания и зажигания, управляемые микропроцессором; карбюраторные варианты появились позже (впрысковой — ЗМЗ-4062.10, карбюраторные — ЗМЗ-4061.10 и 4063.10). На нижегородскую полуторку долгое время устанавливали только карбюраторные версии ЗМЗ-4061.10 и ЗМЗ-4063.10, развивающие соответственно 100 и 110 л.с.
Впервые в российском двигателестроении в конструкции ЗМЗ-406 были применены: четыре клапана на цилиндр, гидротолкатели, двухступенчатый цепной привод двух распредвалов, электронная система управления впрыском топлива и зажиганием.
Четырёхцилиндровый рядный бензиновый двигатель жидкостного охлаждения с управляемым впрыском топлива. Порядок работы цилиндров: 1-3-4-2.
Инжекторный 4062.10 использует бензин с октановым числом 92, при этом в период освоения «Газели» существовала карбюраторная версия 4061 под 76-й бензин, выпущенная в небольших количествах.
Электронные блоки управления (ЭБУ) моделей МИКАС 5.4, МИКАС-7.1, ИТЭЛМА VS 5.6, СОАТЭ.
С января 2008 года прекращён выпуск двигателей ЗМЗ-406, хотя они ещё долго будут эксплуатироваться на уже выпущенных автомобилях, и со сборочного конвейера сходят моторы, соответствующие нормам Евро-3. Это впрысковые модификации ЗМЗ-4052.10 и ЗМЗ-4092.10.

## Оценка проекта
Преимущества: простота, надёжность (при своевременном обслуживании) и высокая ремонтопригодность. При должном уходе двигатель может пробегать более 300 тысяч км без капитального ремонта. На основе его разработаны более мощные ЗМЗ-405 и ЗМЗ-409, а также дизель ЗМЗ-514 и его модификации. 
Недостатки: часто возникают проблемы в связи с невысоким качеством, сложностью и громоздкостью привода ГРМ и его отдельных деталей (в первую очередь — натяжителей цепи). Нестабильное качество литья, обработки, а также использование в конструкции заведомо неудачных решений в ответственных узлах (натяжные устройства цепи на подшипнике, разборная блок-звезда привода масляного насоса), технологий порошковой металлургии, также, как и архаичной конструкции поршневые кольца являются причиной больших механических потерь, большого расхода топлива и масла, преждевременного выхода двигателя из строя.